# Sinoxylon sudanicum
Sinoxylon sudanicum es una especie de escarabajo del género Sinoxylon, familia Bostrichidae. Fue descrita científicamente por Lesne en 1895.
Se distribuye por África y Asia. Habita en Egipto, Madagascar, Senegal, Sudán, Camboya, India y Pakistán. Especie introducida en Alemania. Mide 3,3-4,5 milímetros de longitud.